# Łyszczec polny
Łyszczec polny, gipsówka polna (Psammophiliella muralis (L.) Ikonn.) – gatunek rośliny należący do rodziny goździkowatych. Pochodzi z Europy i Azji. W Polsce jest dość rozpowszechniony na całym niżu.

## Morfologia
ŁodygaWzniesiona, widełkowato rozgałęziająca się od samej nasady. W dolnej części owłosiona. Wysokość do 25 cm.
LiścieUlistnienie naprzeciwległe, liście równowąskie, o szerokości 0,5–3 mm.
KwiatyDrobne kwiaty luźno rozproszone na łodydze. Kwiaty o 5 różowych płatkach korony na bardzo cienkich, włosowatych szypułkach kilkakrotnie dłuższych od kielicha. Dzwonkowaty i drobny kielich złożony jest z 5 jajowatych, nagich działek.

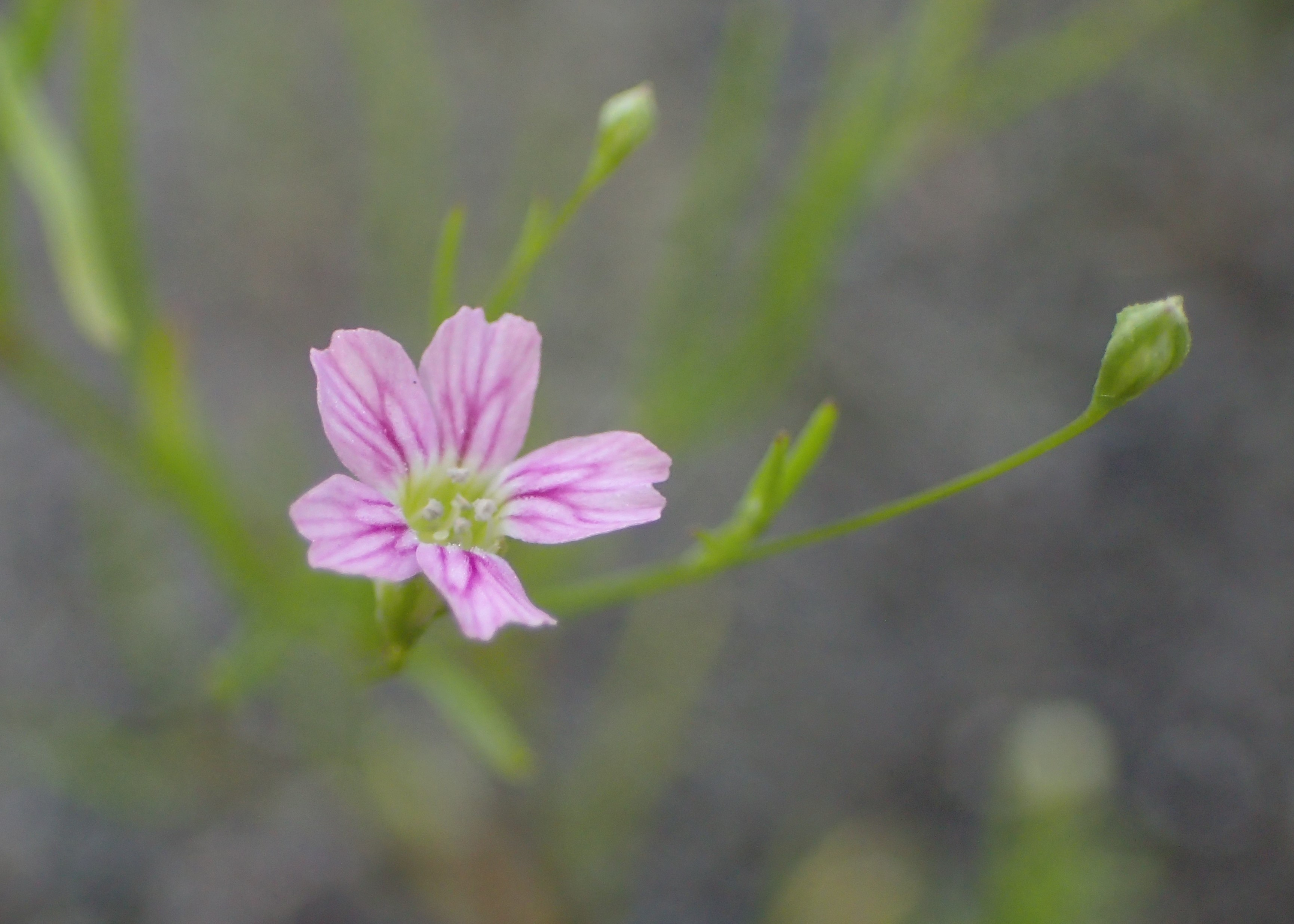
Kwiat
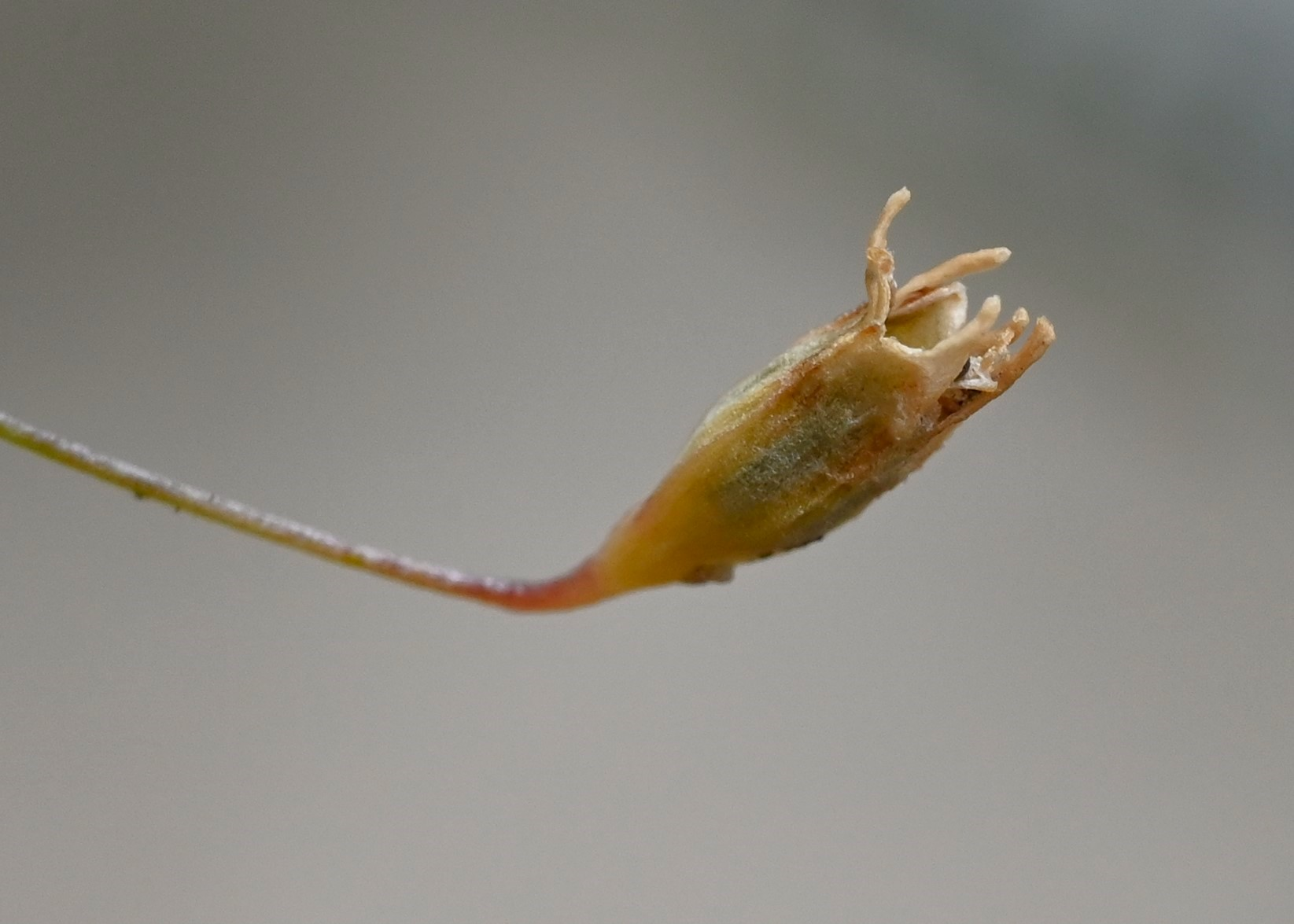
Owoc
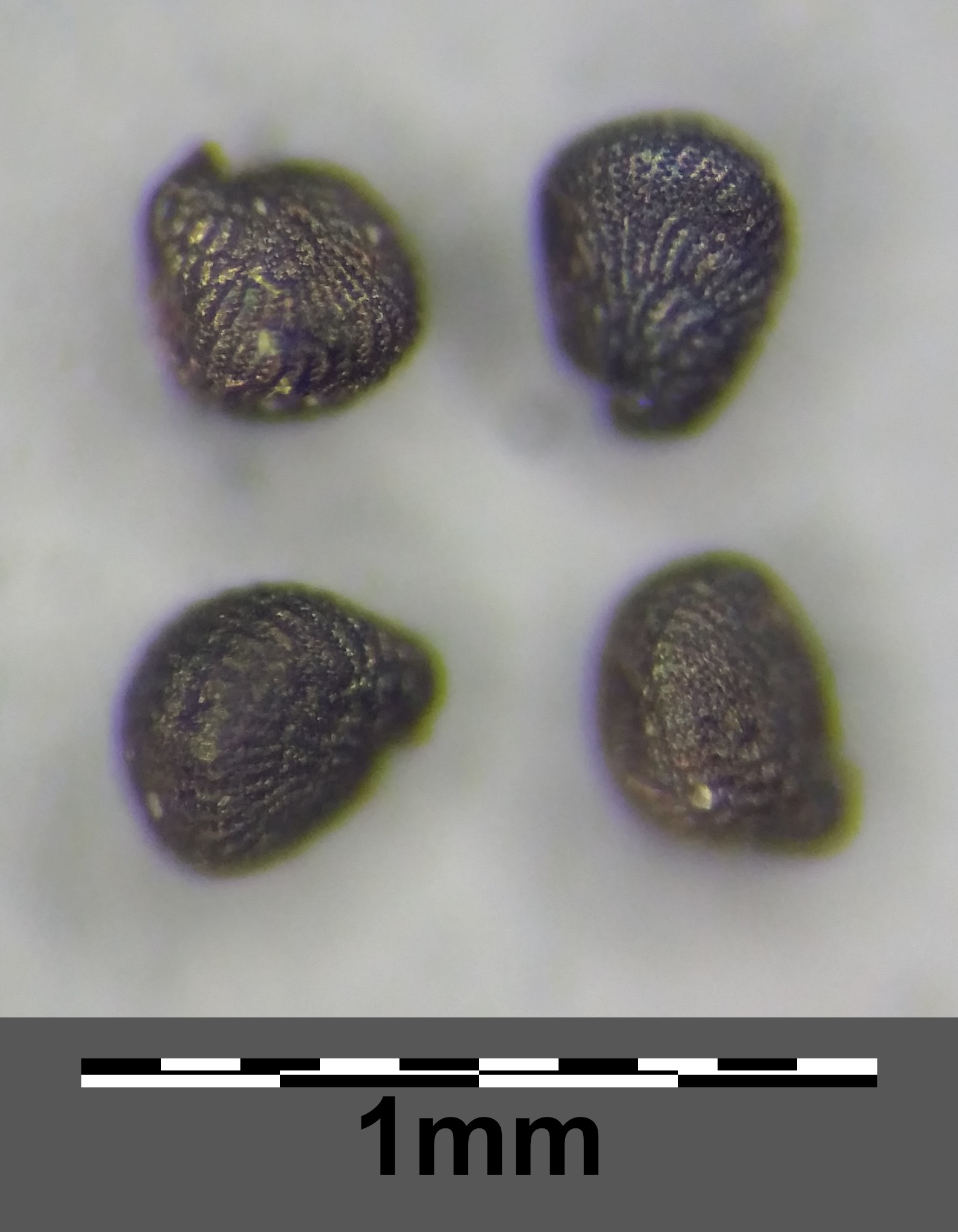
Nasiona

## Biologia i ekologia
Roślina jednoroczna. Siedlisko: przydroża, drogi leśne, ugory, wilgotne piaski, brzegi wód, pola uprawne. Uważany za nieszkodliwy chwast. Unika gleb wapiennych. W klasyfikacji zbiorowisk roślinnych gatunek charakterystyczny dla związku (All.) Radiolion linoidis. Kwitnie od czerwca do września. W okresie rozwoju słupków kwiaty mają złożone wzdłuż płatki i są mało widoczne. Przedprątne kwiaty są owadopylne.